# Aeropuerto de Guanacaste
Guanacaste Aeropuerto, oficialmente Aeropuerto Internacional Daniel Oduber Quirós (IATA: LIR, OACI: MRLB), es el segundo aeropuerto más importante del país y uno de los cuatro aeropuertos internacionales en Costa Rica. Está localizado al noroeste del país, en Liberia, la capital de la provincia de Guanacaste. Sirve especialmente como un centro turístico para quienes visitan la costa del Pacífico y el oeste de Costa Rica. El aeropuerto lleva el nombre de Daniel Oduber Quirós, quién se desempeñó como presidente de Costa Rica desde 1974 hasta 1978.
El Aeropuerto Internacional Daniel Oduber Quirós es el segundo aeropuerto del país y el sexto más ocupado de Centroamérica. En 2016, el Aeropuerto Internacional de Liberia registró 1,146,163 pasajeros, un aumento del 30.5% en comparación con 2015.
Para julio del 2021, Guanacaste Aeropuerto recuperó el 98% de los pasajeros que tuvo en el mismo mes de junio de 2019. El comportamiento positivo obedece a que todas las aerolíneas estadounidenses han retornado a la terminal (después del cierre de fronteras a raíz del covid-19), con un incremento del 14% en las operaciones con respecto a junio del 2019, aumentando sus frecuencias de los vuelos y abriendo nuevas rutas, como fue el caso de American Airlines, United y Jetblue.

## Ubicación

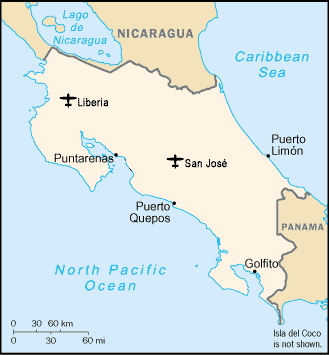
Ubicación respecto al Aeropuerto Internacional Juan Santamaría.

El aeropuerto está ubicado a 13 kilómetros al oeste de la ciudad de Liberia y a 15 kilómetros de la zona más cercana de playas turísticas. La capital de la República, San José, se encuentra a unos 227 kilómetros al Suroeste.

## Importancia
Su importancia estriba, en primer lugar, por su ubicación estratégica como servidor al polo de desarrollo turístico del Golfo de Papagayo y las acogedoras playas de la Península de Nicoya. El arribo a este aeródromo es la forma más rápida de llegar a lugares turíticos como Tambor, Tamarindo, Playa Negra, Golfo de Papagayo, Mal País, Cabo Blanco, Playa Flamingo, Playa Samara, Monteverde, volcán Arenal y el Parque nacional Marino Las Baulas.
En segundo lugar, su importancia se da por el hecho de que las condiciones climatológicas del área de Liberia son superiores a las de Alajuela en términos de intensidad de las lluvias y visibilidad, por lo que habitualmente es un aeropuerto alterno al Juan Santamaría.
El tipo de aviones que comúnmente operan en el aeropuerto Daniel Oduber son Boeing 737, Boeing 757, Boeing 787, Airbus A330, Airbus A320, aunque ha sido visitado por Boeing 747 y Antonov AN-124. El aeropuerto recibe un promedio de 53 vuelos semanales, con un promedio de 1.500 pasajeros por día, pero se espera que estos números se incrementen.

## Antecedentes Históricos
El aeropuerto de Liberia fue inaugurado en el año 1975, originalmente bajo el nombre de Llano Grande debido al área donde se ubica. Tiempo después, fue rebautizado como Aeropuerto Tomás Guardia, en honor a Tomás Guardia, un expresidente costarricense de origen guanacasteco. Contaba con una pista de 1216 m de largo y 30 m de ancho, con una terminal de pasajeros temporal y un pequeño hangar para la aviación agrícola.
En 1977 el Ministerio de Obras Públicas y Transportes preparó un plan maestro de desarrollo con la ayuda de la compañía R. Dixon Spears. Pero no fue sino hasta el año de 1994 que se terminaron los trabajos de las instalaciones de la denominada Fase 1 de ese plan. 
Esta consistió en la ampliación de la pista a 2.760 m de longitud, la construcción de la primera etapa de la terminal de pasajeros con su respectivo acceso terrestre, la torre de control y el edificio de bomberos.
En 1994, el aeropuerto fue renombrado finalmente en reconocimiento a otro expresidente de Costa Rica, Daniel Oduber Quirós (1974-1978), fallecido tres años antes y quien tuvo la idea de construir un aeropuerto en la región. Además, Oduber fue fuerte promotor de la expansión y desarrollo de Guanacaste. Este aeropuerto internacional fue inaugurado en 1995 con un vuelo comercial llegado de Miami, Florida.

### Cambio de nombre
En julio de 2021, el Aeropuerto Internacional Daniel Oduber cambió su imagen y el nombre de su marca comercial, a Guanacaste Aeropuerto.

## Infraestructura

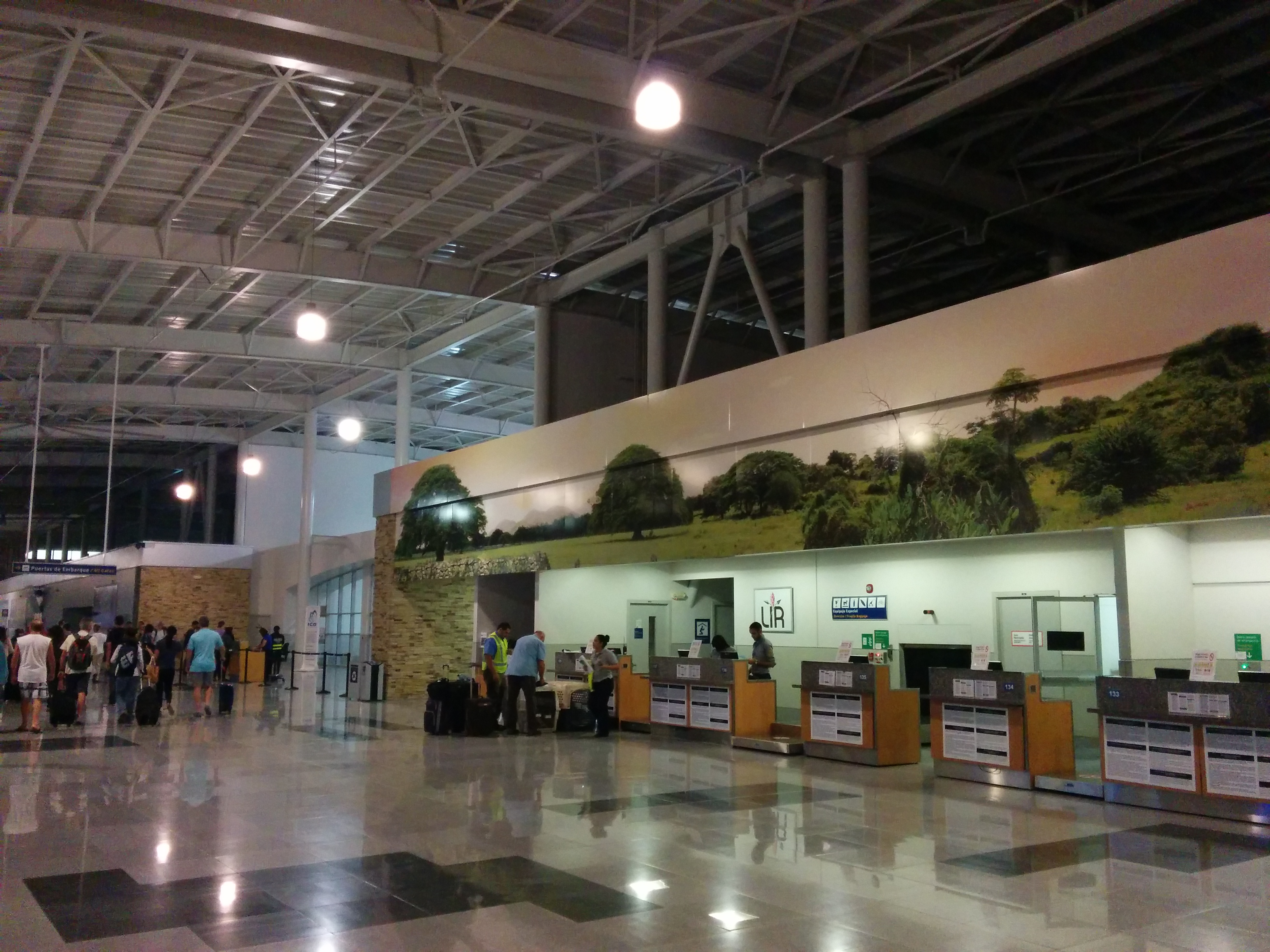
Interior del edificio principal, área de check-in de pasajeros.

El Gobierno de Costa Rica ha anunciado que las compañías que quieran operar y remodelar el aeropuerto, pueden presentar todos los documentos correspondientes para la aprobación de los proyectos. Los planes para la futura terminal aérea dependen de la nueva compañía que la administre; sin embargo ésta contará con un edificio principal donde existirán las puertas de salida y salas de abordaje, además de tiendas libres de impuestos y restarurantes, y se espera que sea de un tamaño aún más grande que el Aeropuerto Internacional Juan Santamaría. Debido a la alta creciente demanda de turismo en la zona y llegadas de nuevas atracciones se espera crear el mejor aeropuerto del país y aumentar más conexiones desde Europa y posiblemente desde Asia con nuevas aeronaves y aerolíneas internacionales 
Desde octubre de 2010 se inició la construcción de la nueva terminal de pasajeros del Aeropuerto Internacional Daniel Oduber Quirós, en un terreno de 72 500 metros cuadrados contiguo al edificio existente. El proyecto contempla un inmueble de más de 23 000 metros cuadrados distribuidos en dos niveles, con 14 mostradores dobles para registro de pasajeros, cuatro puentes de abordaje y tres posiciones remotas adicionales.
La terminal está diseñada con pasillos estériles, que permiten separar el flujo de pasajeros entrantes y salientes, evitando su cruce. Además, se proyecta la habilitación de cerca de 500 espacios de estacionamiento y 12 locales comerciales destinados a tiendas, restaurantes y quioscos.
De acuerdo con Jeff Scheferman, representante de Coriport, el costo total del proyecto es de $41.5 millones. De esa inversión, $25.3 millones están destinados a la infraestructura, $4 millones al equipamiento, $0.3 para una planta de tratamiento de aguas y el resto es por costos de desarrollo.
El Estado será el que invierta aproximadamente $2 millones en los cuatro puentes de abordaje. Todo esto con el fin de obtener la capacidad de recibir a 1,500 pasajeros en hora pico, lo cual equivale a un aumento del 100% de lo que puede manejar hoy en día.
La renovación del aeropuerto no pudo llegar en mejor momento: en enero se registró la mayor cantidad de turistas en la historia de esa terminal. El Instituto Costarricense de Turismo (ICT) reportó que en el mes llegaron 31,637 personas, o sea, un 28.2 % más que en el mismo periodo de 2010. Además, en ese año el número de ingresos a territorio nacional a través del aeropuerto de Liberia aumentó en 18.1 %.
Otra cifra que se incrementó en 2011 es la de los vuelos comerciales. El Consejo Técnico de Aviación Civil informó que en febrero se autorizaron 53 vuelos por semana, 13 más que en el mismo periodo del año anterior. Esto no es extraño si se toma en cuenta la incorporación de 7 aerolíneas a las 14 que había en 2009: Avianca-Taca, USA 3000, Czech Airlines, Enerjet, Arkefly, Jazz Air y Nomads. Ámsterdam, Denver, Praga, Londres, Canadá y Chicago son algunos de los más recientes destinos que se han unido a la lista del Oduber.
Mientras tanto, el año 2011 ya registra una nueva aerolínea (Frontier) y según el ministro de Turismo, Carlos Benavides, la idea es cerrar negociaciones con otras antes de que opere la nueva terminal. 
La obra fue adjudicada en 2008 como concesión al consorcio Coriport S.A., y es fiscalizada por el Consejo Nacional de Concesiones (CNC) y la Dirección General de Aviación Civil (DGAC).
En noviembre de 2008, frente al Aeropuerto abrió sus puertas el hotel «Hilton Garden Inn Liberia Airport». con 169 habitaciones, internet de alta velocidad, centro de negocios, sala de reuniones, Bar/restaurante y piscina.
El aeropuerto esta en un proceso de renovación debido al cambio de administración; ya se han construido 2 andenes y está en proceso otra pista de aterrizaje.
En la nueva terminal abrirá también sus puertas el Grupo Global Exchange, el cual se especializa en prestar servicio de cambio de moneda extranjera al público turista. A través de las marcas Global Exchange y Globo Cambio, se opera en Argentina, Costa Rica, España, Guatemala, Jamaica, Marruecos, México, Nicaragua, República Dominicana y Uruguay. 
Actualmente son líderes en oferta de servicio de cambio de moneda en los aeropuertos internacionales de Latinoamérica y el Caribe, Marruecos y España; ya cuentan con 87 casas de cambio en 27 aeropuertos internacionales con un importante volumen de pasajeros. Global Exchange iniciará operaciones en Liberia con la apertura de la nueva terminal del Aeropuerto Internacional Daniel Oduber donde ofrecerá sus servicios en dos oficinas dentro de la terminal.
El nuevo Aeropuerto de Liberia inició operaciones el 12 de noviembre de 2011, según comunicó el gestor aeroportuario Coriport.
El 12 de enero de 2012 fue inaugurada la nueva terminal del Aeropuerto Daniel Oduber Quirós con medidas de 23,000 m², con capacidad para atender a 1500 pasajeros por hora. Además, las nuevas salas de espera con 28 mostradores de facturación, tiendas de arte y suvenires, restaurantes, espacios publicitarios, mostradores para alquiler de autos, un salón vip con medidas de 283 m², entre otras necesidades

## Aerolíneas y destinos

### Pasajeros
| Aerolíneas           | Destinos |
| -------------------- | --- |
| Air Canada           | Toronto–Pearson Estacional: Montreal–Trudeau                                                                                     |
| Air Transat          | Montreal–Trudeau Estacional: Toronto–Pearson                                                                                     |
| Alaska Airlines      | Los Ángeles Estacional: San Francisco, Seattle/Tacoma                                                                            |
| American Airlines    | Charlotte, Dallas/Fort Worth, Miami Estacional: Chicago–O'Hare, Filadelfia, Nueva York–JFK                                       |
| Delta Air Lines      | Atlanta, Los Ángeles Estacional: Boston, Detroit (inicia el 10 de enero de 2026), Mineápolis/St. Paul                            |
| Edelweiss Air        | Estacional: Zúrich |
| JetBlue Airways      | Nueva York–JFK Estacional: Boston                                                                                                |
| Porter Airlines      | Estacional: Ottawa (inicia el 17 de diciembre de 2025), Toronto–Pearson (inicia el 4 de diciembre de 2025)                       |
| SANSA                | Nosara, Quepos, San José–Juan Santamaría, Tamarindo, Tambor                                                                      |
| Southwest Airlines   | Denver, Houston–Hobby Estacional: Baltimore                                                                                      |
| Sun Country Airlines | Estacional: Dallas/Fort Worth, Mineápolis/St. Paul                                                                               |
| United Airlines      | Houston–Intercontinental Estacional: Chicago–O'Hare, Denver, Los Ángeles, Newark, San Francisco                                  |
| WestJet              | Calgary, Toronto–Pearson Estacional: Vancouver (inicia el 12 de diciembre de 2025), Winnipeg (inicia el 19 de diciembre de 2025) |

### Destinos nacionales
Se brinda servicio a 5 ciudades dentro del país a cargo de 1 aerolínea.
| Nosara (NOB)    | • |   | 1 |
| Quepos (XQP)    | • |   | 1 |
| San José (SJO)  | • |   | 1 |
| Tamarindo (TNO) | • |   | 1 |
| Tambor (TMU)    | • |   | 1 |
| Total           | 5 | 0 | 5 |

### Destinos internacionales
Se brinda servicio a 25 ciudades extranjeras (13 estacionales), a cargo de 12 aerolíneas.
| Ciudades por países                                            | Nombre del aeropuerto                               | Aerolíneas |              |              |              |
| Norteamérica                                                   | Norteamérica                                        | Norteamérica | Norteamérica | Norteamérica | Norteamérica |
| -------------------------------------------------------------- | --------------------------------------------------- | --- | ------------ | ------------ | ------------ |
| Canadá (6 destinos [3 estacionales], 4 aerolíneas)             |                                                     | |              |              |              |
| Calgary                                                        | Aeropuerto Internacional de Calgary                 | WestJet |              |              |              |
| Montreal                                                       | Aeropuerto Internacional Pierre Elliott Trudeau     | Air Canada (Estacional) / Air Transat                                                                             |              |              |              |
| Ottawa                                                         | Aeropuerto Internacional de Ottawa                  | Porter Airlines (Estacional) (inicia el 17 de diciembre de 2025)                                                  |              |              |              |
| Toronto                                                        | Aeropuerto Internacional Toronto Pearson            | Air Canada / Air Transat (Estacional) / Porter Airlines (Estacional) (inicia el 4 de diciembre de 2025) / WestJet |              |              |              |
| Vancouver                                                      | Aeropuerto Internacional de Vancouver               | WestJet (Estacional) (inicia el 12 de diciembre de 2025)                                                          |              |              |              |
| Winnipeg                                                       | Aeropuerto Internacional James Armstrong Richardson | WestJet (Estacional) (inicia el 19 de diciembre de 2025)                                                          |              |              |              |
| Estados Unidos (18 destinos [9 estacionales], 8 aerolíneas)    |                                                     | |              |              |              |
| Atlanta                                                        | Aeropuerto Internacional Hartsfield-Jackson         | Delta Air Lines                                                                                                   |              |              |              |
| Baltimore                                                      | Aeropuerto Internacional de Baltimore-Washington    | Southwest Airlines (Estacional)                                                                                   |              |              |              |
| Boston                                                         | Aeropuerto Internacional Logan                      | Delta Air Lines (Estacional) / JetBlue Airways (Estacional)                                                       |              |              |              |
| Charlotte                                                      | Aeropuerto Internacional de Charlotte-Douglas       | American Airlines                                                                                                 |              |              |              |
| Chicago                                                        | Aeropuerto Internacional O'Hare                     | American Airlines (Estacional) / United Airlines (Estacional)                                                     |              |              |              |
| Dallas-Fort Worth                                              | Aeropuerto Internacional de Dallas-Fort Worth       | American Airlines / Sun Country Airlines (Estacional)                                                             |              |              |              |
| Denver                                                         | Aeropuerto Internacional de Denver                  | Southwest Airlines / United Airlines (Estacional)                                                                 |              |              |              |
| Detroit                                                        | Aeropuerto Internacional de Detroit                 | Delta Air Lines (Estacional) (inicia el 10 de enero de 2026)                                                      |              |              |              |
| Filadelfia                                                     | Aeropuerto Internacional de Filadelfia              | American Airlines (Estacional)                                                                                    |              |              |              |
| Houston                                                        | Aeropuerto Intercontinental George Bush             | United Airlines                                                                                                   |              |              |              |
| Houston                                                        | Aeropuerto William P. Hobby                         | Southwest Airlines                                                                                                |              |              |              |
| Los Ángeles                                                    | Aeropuerto Internacional de Los Ángeles             | Alaska Airlines / Delta Air Lines / United Airlines (Estacional)                                                  |              |              |              |
| Miami                                                          | Aeropuerto Internacional de Miami                   | American Airlines                                                                                                 |              |              |              |
| Mineápolis                                                     | Aeropuerto Internacional de Mineápolis-Saint Paul   | Delta Air Lines (Estacional) / Sun Country Airlines (Estacional)                                                  |              |              |              |
| Newark                                                         | Aeropuerto Internacional Libertad de Newark         | United Airlines (Estacional)                                                                                      |              |              |              |
| Nueva York                                                     | Aeropuerto Internacional John F. Kennedy            | American Airlines (Estacional) / JetBlue Airways                                                                  |              |              |              |
| San Francisco                                                  | Aeropuerto Internacional de San Francisco           | Alaska Airlines (Estacional) / United Airlines (Estacional)                                                       |              |              |              |
| Seattle                                                        | Aeropuerto Internacional de Seattle-Tacoma          | Alaska Airlines (Estacional)                                                                                      |              |              |              |
| Europa                                                         |                                                     | |              |              |              |
| Suiza (1 destino [estacional], 1 aerolínea)                    |                                                     | |              |              |              |
| Zúrich                                                         | Aeropuerto Internacional de Zúrich                  | Edelweiss Air (Estacional)                                                                                        |              |              |              |
| Total: 25 destinos (13 estacionales), 3 países, 12 aerolíneas. |                                                     | |              |              |              |

## Estadísticas

### Tráfico anual
El Aeropuerto Internacional Daniel Oduber es el segundo aeropuerto más ocupado de Costa Rica, con un crecimiento constante en el tráfico de pasajeros y alcanzando un récord en 2022. 
|                                                           |
| Fuente: Dirección General de Aviación Civil de Costa Rica |

|                                                           | Número de pasajeros | Cambio porcentual | Número de movimientos | Cambio porcentual |
| --------------------------------------------------------- | ------------------- | ----------------- | --------------------- | ----------------- |
| 2000                                                      | 91,206              | –                 | 9,095                 | –                 |
| 2001                                                      | 87,145              | 4.45%             | 6,347                 | 30.21%            |
| 2002                                                      | 61,948              | 28.91%            | 6,467                 | 1.89%             |
| 2003                                                      | 98,495              | 59.00%            | 7,089                 | 9.62%             |
| 2004                                                      | 203,823             | 106.94%           | 9,955                 | 40.43%            |
| 2005                                                      | 303,171             | 48.74%            | 12,754                | 28.12%            |
| 2006                                                      | 391,567             | 29.16%            | 13,852                | 8.61%             |
| 2007                                                      | 423,327             | 8.11%             | 14,592                | 5.34%             |
| 2008                                                      | 442,902             | 4.62%             | 16,615                | 13.86%            |
| 2009                                                      | 396,188             | 10.55%            | 12,716                | 23.47%            |
| 2010                                                      | 311,009             | 21.50%            | 11,720                | 7.83%             |
| 2011                                                      | 539,610             | 73.50%            | 11,695                | 0.21%             |
| 2012                                                      | 668,762             | 23.93%            | 13,005                | 11.20%            |
| 2013                                                      | 680,355             | 1.73%             | 14,059                | 8.10%             |
| 2014                                                      | 779,757             | 14.61%            | 15,366                | 9.30%             |
| 2015                                                      | 878,365             | 12.65%            | 19,468                | 26.70%            |
| 2016                                                      | 1,146,163           | 30.49%            | 20,759                | 6.63%             |
| 2017                                                      | 1,092,483           | 4.68%             | 21,037                | 1.34%             |
| 2018                                                      | 1,116,810           | 2.19%             | 20,799                | 1.14%             |
| 2019                                                      | 1,148,811           | 2.87%             | 20,096                | 3.38%             |
| 2020                                                      | 453,877             | 60.49%            | 10,096                | 48.57%            |
| 2021                                                      | 771,989             | 70.09%            | 18,446                | 82.71%            |
| 2022                                                      | 1,392,698           | 80.40%            | 21,405                | 16.04%            |
| Fuente: Dirección General de Aviación Civil de Costa Rica |                     |                   |                       |                   |

## Aeropuertos cercanos
Los aeropuertos más cercanos son:
- Aeropuerto de Tamarindo (42km)
- Aeropuerto de Nosara (69km)
- Aeropuerto de Punta Islita (83km)
- Aeropuerto de Tambor (111km)
- Aeropuerto de La Fortuna (118km)

## Accidentes e Incidentes
El día 24 de abril de 2017, el vuelo 1516 de United Airlines operado por un Boeing 737-800 despegó de Houston, Texas, Estados Unidos rumbo a Liberia, Guanacaste, Costa Rica. El aparato sufrió un sobrecalentamiento en uno de sus motores mientras sobrevolaba el Océano Pacífico, por lo que el Aeropuerto Internacional Daniel Oduber procedió a declarar emergencia de clase 2. El avión logró aterrizar sin mayor problema en dicho aeropuerto y ninguno de sus pasajeros y tripulantes resultaron heridos.